# Tauberschallbach
Tauberschallbach ist ein Gemeindeteil der Stadt Feuchtwangen im Landkreis Ansbach (Mittelfranken, Bayern). Tauberschallbach liegt in der Gemarkung Vorderbreitenthann.

## Geografie
Nördlich des Dorfes entspringt der Wüstenbach, der mit dem Aichabach zum Schönbach zusammenfließt, einem linken Zufluss der Sulzach. 0,5 km nördlich des Ortes liegt das Blaßfeld, 0,25 km östlich das Waldgebiet Hart, 0,5 km südöstlich das Wasenfeld. Eine Gemeindeverbindungsstraße führt nach Rißmannschallbach (1 km südöstlich) bzw. zur Kreisstraße AN 37 (0,9 km nördlich), eine weitere führt nach Steinbach (1,2 km östlich).

## Geschichte
Der Ort wurde am 19. Juni 1383 erstmals als „Teiber-Schalbach“ erwähnt in einem Streit des Stiftes Feuchtwangen mit den Pfarrer Hofer von Leukershausen wegen des Schalbacher Zehntens. Die Bedeutung des Ortsnamens ist unklar, es kann lediglich ausgeschlossen werden, dass dieser sich von dem keltischen Wort „tauber“ (= Wasser) ableitet. 1697 wurde im Ort eine Schule gegründet.
Tauberschallbach lag im Fraischbezirk des ansbachischen Oberamtes Feuchtwangen. Im Jahr 1732 bestand der Ort aus 7 Anwesen (3 Höfe, 1 Halbhof, 3 Güter) und 1 Schulhaus. Die Dorf- und Gemeindeherrschaft und die Grundherrschaft über alle Anwesen hatte das Stiftsverwalteramt Feuchtwangen. An diesen Verhältnissen änderte sich bis zum Ende des Alten Reiches nichts. Von 1797 bis 1808 unterstand der Ort dem Justiz- und Kammeramt Feuchtwangen. 
1806 kam Tauberschallbach an das Königreich Bayern. Mit dem Gemeindeedikt (frühes 19. Jahrhundert) wurde der Steuerdistrikt Tauberschallbach gebildet zu dem Aichamühle, Glashofen, Jungenhof, Leiperzell, Lohmühle, Oberrothmühle, Poppenweiler, Rißmannschallbach, Steinbach, Unterdallersbach, Vorderbreitenthann und Wüstenweiler gehörten. Wenig später wurde der Ort Tauberschallbach der Ruralgemeinde Vorderbreitenthann zugeordnet. Im Zuge der Gebietsreform in Bayern wurde Tauberschallbach am 1. Januar 1972 nach Feuchtwangen eingemeindet.

## Einwohnerentwicklung
| Jahr      | 001818 | 001840 | 001861 | 001871 | 001885 | 001900 | 001925 | 001950 | 001961 | 001970 | 001987 |
| Einwohner | 53     | 67     | 62     | 58     | 60     | 56     | 60     | 91     | 52     | 54     | 56     |
| Häuser    | 11     | 12     |        |        | 12     | 11     | 12     | 11     | 11     |        | 13     |
| Quelle    | [ 11 ] | [ 12 ] | [ 13 ] | [ 14 ] | [ 15 ] | [ 16 ] | [ 17 ] | [ 18 ] | [ 19 ] | [ 20 ] | [ 1 ]  |

## Religion
Der Ort ist seit der Reformation evangelisch-lutherisch geprägt und bis heute nach St. Johannis (Feuchtwangen) gepfarrt. Die Einwohner römisch-katholischer Konfession sind nach St. Ulrich und Afra (Feuchtwangen) gepfarrt.